# Grand-Remous
Pour les articles homonymes, voir Remous.
Grand-Remous est une municipalité du Québec de la municipalité régionale de comté de La Vallée-de-la-Gatineau et de la région administrative de l'Outaouais.
Elle dispose de liens routiers directs avec Gatineau (164 kilomètres), par l'entremise de la route 105, et Montréal (280 kilomètres), par l'entremise de la route 117, ces deux voies de communication majeures se croisant au cœur de l'agglomération grand-remoussoise.

## Géographie
Autrefois entièrement recouvert de forêt vierge, le territoire de la municipalité de Grand-Remous est situé sur la rivière Gatineau et aux abords du Réservoir Baskatong.

## Histoire

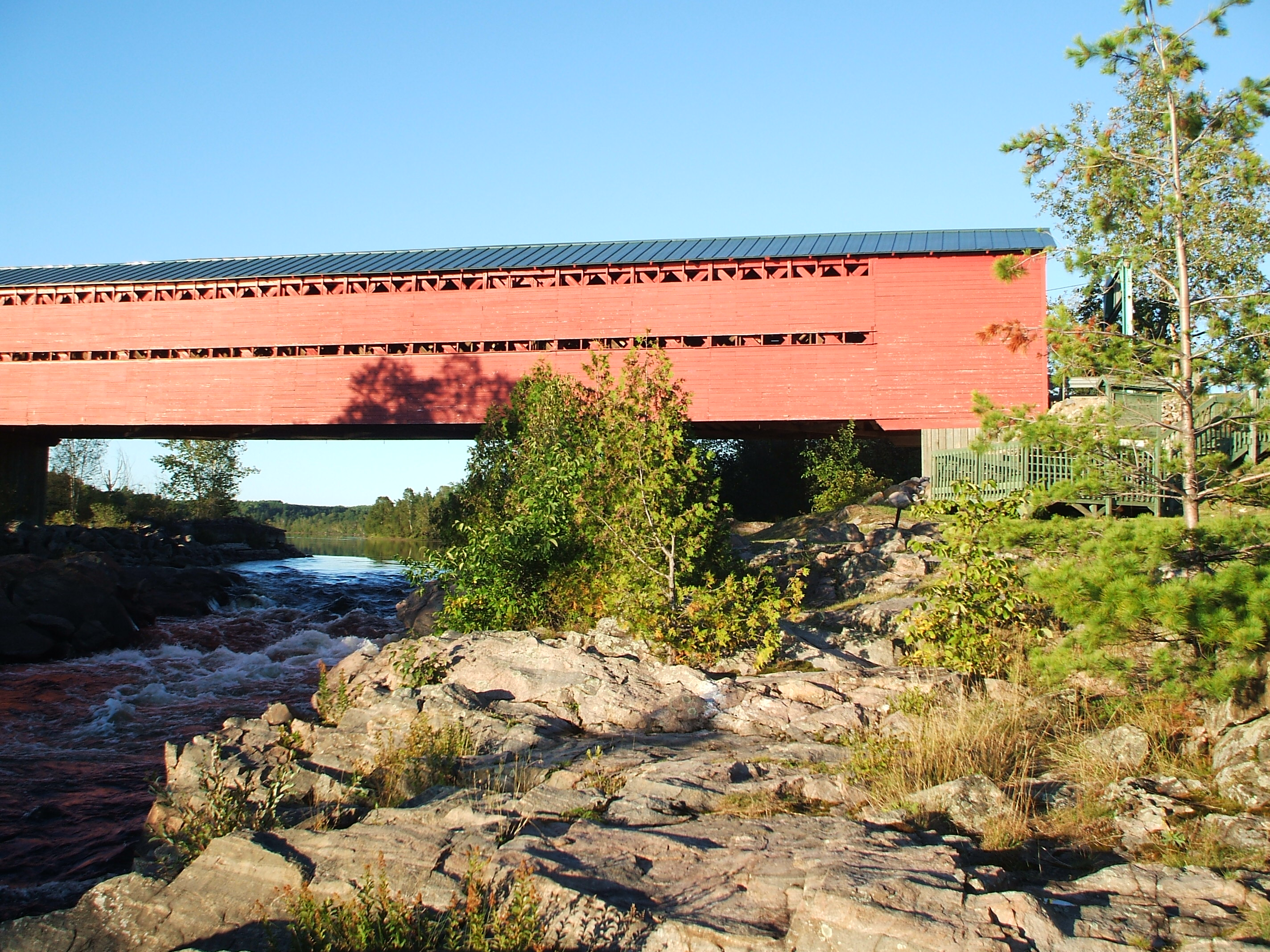
Pont Savoyard (communément appelé Pont Rouge)

C’est au milieu du XIXe siècle que s’installent les premières familles sur ce qui deviendra plus tard la municipalité de Grand-Remous.
De 15 personnes en 1860, on dénombre 8 familles en 1890, vivant essentiellement de chasse, de culture, de pêche et du commerce de la fourrure.
En 1924, le barrage Mercier est construit sur la rivière Gatineau, inondant en quasi-totalité le canton voisin du Baskatong et constituant ainsi le Réservoir Baskatong.
La première église, construite en 1930, est bénie en 1932, entraînant de fait la création de la Paroisse-de-Grand-Remous. Une seconde église est construite en 1950 puis détruite par les flammes en 1969.
Un premier conseil municipal est élu en 1938, donnant ainsi officiellement naissance à la Municipalité de Grand-Remous.
Le nom de Grand-Remous provient de l’algonquin ‘’Obémiticwang’’ signifiant, eaux agitées ou grands remous.

## Démographie
| 1860 | 1930 | 1982  | 1991  | 1996  |
| ---- | ---- | ----- | ----- | ----- |
| 15   | 186  | 1 080 | 1 184 | 1 257 |

| 2001  | 2006  | 2011  | 2016  | 2021  |
| ----- | ----- | ----- | ----- | ----- |
| 1 216 | 1 249 | 1 168 | 1 161 | 1 159 |

## Administration
Les élections municipales se font en bloc pour le maire et les six conseillers.
| Grand-Remous Maires depuis 1938                                                                                      | |            |          |
| Élection | Maire | Qualité    | Résultat |
| 1938 | William Belair                                                                                                |            |          |
| 1939 | Albert Lesvesque                                                                                              | Commerçant |          |
| 1940 | Wilfrid McCarty                                                                                               |            |          |
| 1945 | Albert Levesque                                                                                               | Commerçant |          |
| 1947 | Léopold Belair                                                                                                |            |          |
| 1948 | Adrien Pilon                                                                                                  |            |          |
| 1951 | Wilfrid McCarty                                                                                               |            |          |
| 1954 | Emmanuel Thibeault                                                                                            |            |          |
| 1957 | Wilfrid Gagnon                                                                                                |            |          |
| 1960 | Raoul McCarty                                                                                                 | Garagiste  |          |
| 1963 | Arthur Tourangeau                                                                                             |            |          |
| 1975 | Jean-Guy Prevost                                                                                              |            |          |
| 1979 | Robert Lafrance                                                                                               |            |          |
| 1983 | Cette section est vide, insuffisamment détaillée ou incomplète. Votre aide est la bienvenue ! Comment faire ? |            |          |
| 2003 | Gérard Coulombe                                                                                               |            | Voir     |
| 2005 | Gérard Coulombe                                                                                               | Voir       |          |
| 2009 | Yvon Quevillon                                                                                                |            | Voir     |
| 2013 | Gérard Coulombe (2)                                                                                           |            | Voir     |
| 2017 | Jocelyne Lyrette                                                                                              | Mairesse   | Voir     |
| 2021 | Jocelyne Lyrette                                                                                              | Mairesse   | Voir     |
| Élection partielle en italique Depuis 2005, les élections sont simultanées dans toutes les municipalités québécoises | |            |          |

## Personnalités liées
- Robert Cloutier (1965 - ), Athlète.